# Oskar Pastior
Oskar Pastior (n. 20 octombrie 1927, Sibiu – d. 4 octombrie 2006, Frankfurt pe Main) a fost un scriitor de limba germană sas din România.

## Biografie
Tatăl său a fost profesor de desen.
În ianuarie 1945, pe când avea vârsta de 17 ani, a fost deportat în Uniunea Sovietică, alături de majoritatea cetățenilor români de etnie germană, bărbați cu vârstele cuprinse între 17 și 45 de ani și femei cu vârste între 18 și 35 de ani. Acolo a supraviețuit mulțumită dispecerului, căruia i s-a făcut milă de băiatul slăbuț și înfometat, și nu l-a repartizat să muncească în mina de cărbuni, ci la un colhoz. Aici a muncit până în anul 1949, când i s-a permis să se întoarcă acasă. A scris poezii și în lagăr pe hârtie din saci de ciment.
Întors acasă, și-a câștigat întâi existența cu munci ocazionale (făcea cofraje pentru turnat betoane, apoi tehnician în construcții) timp în care a urmat liceul la fără frecvență și a luat bacalaureatul, după care și-a făcut stagiul militar într-o unitate de muncă, până în 1955, când a trecut examenul de admitere la Universitatea din București.
Ca student, a început să publice cu asiduitate versuri, în special în ziarul de limbă germană Neuer Weg, care în anii '50 și '60 avea un tiraj de circa 60.000 de exemplare. Evident că a trebuit să facă unele concesii politicii curente, dar metaforele sale și stilul îngrijit i-au adus admirația redactorului Georg Hromadka, care vedea în versurile lui Pastior o lance ce străpunge dogmele realismului socialist.
La Universitate, grupa sa era supranumită Grupa Pastior, susține unul din foștii săi colegi bucureșteni, fără indicarea vreunei surse documentare. Locuința sa și a soției sale (scenografa și pictorița Roswitha Capesius) devenise un loc de adunare al unui cerc de prieteni artiști între care poetul student Georg Hoprich (care fusese în anii '60 victima unui proces înscenat, după care a stat mai mulți ani la închisoare), Richard Adleff și criticul literar, eseistul și traducătorul Dieter Fuhrmann.
Între 1960 și 1968 a fost redactor la secția germană a radiodifuziunii române. În 1968 a plecat în prima sa călătorie în Occident, din care nu s-a mai întors în România. Până la moartea sa, care s-a petrecut pe 4 octombrie 2006, în timpul târgului de carte de la Frankfurt, Oskar Pastior a trăit la Berlin, ca scriitor liber profesionist.
În 2009 a devenit celebru în calitate de colaborator al scriitoarei Herta Müller (laureată a Premiului Nobel pentru Literatură din acel an) și ca model pentru personajul Leo Auberg din romanul ei Atemschaukel „Leagănul respirației“.

## Controversa privind colaborarea cu Securitatea
Deja în anul 1990 a apărut un articol despre colaborarea poetului Oskar Pastior cu Securitatea (vezi: „Die wirre Nacht ist nicht verraucht...“ Der Lyriker Georg Hoprich und zwei Dokumente des Terrors. (În: Südostdeutsche Vierteljahresblätter München, anul 39/1990, nr. 1, pag. 13-14.)
Materialul nu este semnat, iar 20 de ani mai târziu scriitorul Dieter Schlesak ne indică un text din memoriile scriitorului Hans Bergel în care se face o trimitere și la acest articol.

După rămânerea lui Oskar Pastior în Occident, documentul purtând însemnul „Strict secret“, datând din 13.12.1968, consemnează faptul că, la data de 22 iunie 1961 s-ar fi obținut angajamentul de colaborare al lui „Stein Otto“, redactor la Radiodifuziune din București, „Emisiunea în limba germană“, urmând ca acesta să fie folosit ca însoțitor al unor delegații din RFG, care urmau să viziteze România. Însă, în relația cu organele, „Stein Otto“ nu ar fi manifestat interes și și-ar fi îndeplinit îndatoririle mai mult formal [...] că oricum nu ar fi fost dispus să colaboreze, că informațiile sale nu erau valoroase, așa încât prin fuga sa nu s-ar fi adus nici un prejudiciu și, în concluzie, se propunea ștergerea lui din evidențele cu informatori.
În 2010 s-a descoperit că Oskar Pastior a fost șantajat să devină informator al Securității între 1961 și 1968 cu numele de cod „Otto Stein”, după ce el însuși a fost filat timp de 4 ani pe motiv de homosexualitate și scrieri antisovietice.[4][5][6]
În septembrie 2010 Stefan Sienerth publică un eseu amplu, în care face cunoscut că Oskar Pastior a lucrat ca informator al Securității (vezi: „Ich habe Angst vor unerfundenen Geschichten. Zur Securitate-Akte Oskar Pastiors“  Aici, printre altele, sunt prezentate citate din dosarul lui Oskar Pastior: ”În colaborarea cu Securitatea el s-a dovedit ca fiind corect, îndeplinind sarcinile, ce i-au fost trasate. A livrat materiale folositoare despre persoane suspecte, care erau sub atenția lui, mai ales cetățeni vestgermani, pe care i-a contactat oficial la locul de muncă sau după indicația Securității…” (pag. 256). După scurt timp în ziarul “Siebenbürgische Zeitung” (München) din 8 septembrie 2010 a apărut apoi știrea că „Oskar Pastior a fost informator al Securității“ (în germ.: „Oskar Pastior war Informant der Securitate.“ )

Dieter Schlesak care mai întâi l-a apărat pe fostul său prieten Pastior, acum însă, după ce a avut acces la propriul dosar, l-a clasificat ca un „informator principal“ (în germ. “Hauptspitzel”) al Securității , care a fost însărcinat cu observarea lui. 

Scriitorul Richard Wagner participând vehement la această controversă, a cerut o clarificare fără rețineri privind legăturile lui Pastior cu Securitatea.

Pentru Wagner informatorul Pastior este un “maistru al dublicității” (în germ. “Meister der Dublizität”).
Wagner pune la îndoială seriozitatea Fundației Oskar Pastior. El definește opera lui Pastior ca “un foc de artificiu lingual artistic fără orice motivare morală” (în germ. “ein Feuerwerk an Sprachartistik ohne jede moralische Begründung”).

Într-un interviu, apărut în ziarul Frankfurter Allgemeine Zeitung din 17 noiembrie 2010, Stefan Sienerth scrie: „Omul Pastior trebuie reevaluat“ și îndeamnă „...spre chibzuire și prudență în privința frecventării acestor remiteri ciudate [adică documentele Securității]“

După acuzațiile grave ale lui Schlesak, care îl învinuiește pe Pastior că acesta ar fi fost implicat în sinuciderea tânărului poet transilvănean Georg Hoprich, începe din nou controversa. Criticul literar Ernest Wichner îi reproșeaza acum lui Schlesak că „aici informația rezultă doar dintr-o discuție avută cu Hans Bergel, adică ceva din auzite, o poveste din berărie (în germ. Biertischsaga) care poate fi interpretată așa sau altfel.“ 

Într-un interviu (acordat lui Konrad Klein) o fostă colegă de birou al lui Pastior din Sibiu, Grete Loew, aduce acuzații grave la adresa lui Pastior spunând că din cauza lui ea a stat la închisoare, ca deținut politic, timp de 27 de luni, fiind acuzată ca ar fi luat în păstrare poezii de Pastior, scrise împotriva regimului.

În eseul amintit mai sus („Ich habe Angst vor unerfundenen Geschichten. Zur Securitate-Akte Oskar Pastiors“) Stefan Sienerth publică informații și despre cazul Gretei Loew (vezi: revista Spiegelungen, 3/2010).
In ziarul Siebenbürgische Zeitung din 22 noiembrie 2010 jurnalistul Christian Schoger publică un rezumat cuprinzător al articolelor despre controversa colaborării lui Oskar Pastior cu Securitatea, spunând: “Controversa privind colaborarea lui Oskar Pastior cu Securitatea va continua.” Apoi el cere: “Obiectivitatea discuției este neapărat necesară” (în germ.: “Eine Versachlichung der Debatte scheint dringend geboten.”)

Pentru scriitorul Claus Stephani situația lui Pastior a rămas în continuare cea a „unui deținut”. În cotidianul Frankfurter Allgemeine Zeitung scrie: „Și să nu uitam că Pastior a fost mereu prădat de propriul destin – i s-au furat anii tinereții, pe care trebuia să îi petreacă într-un lagăr sovietic de muncă, iar apoi i s-a luat libertatea de a decide singur asupra vieții sale de mai târziu [o trimitere la homosexualitatea lui Pastior].” Stephani îl cunoștea pe Pastior încă din București, unde amândoi, pe atunci tineri autori, în 1961 au fost capturați de Securitate. 

După opinia scriitorului vestgerman Lutz Rathenow, cunoscut activist pentru drepturile omului, această controversă privind trecutul Securității este o „mixtură de încercări de a clarifica [situația] includând patima dezinformării […]. Atunci mai degrabă ne-am dori o situație similară cu cea din Germania și o oficialitate de încredere, cu decizii pe care te poți baza. Ne dăm seama cât de indicat a fost drumul [procedeul] german de a nu accepta ca accesul la actele [Securității] să fie lăsat în voia unei privatizări de acest fel.”

## Scrieri proprii
Lirică:
- Fludribusch im Pflanzenheim, București, 1960
- Offene Worte. Gedichte (Cuvinte deschise. Poezii), Editura pentru literatură, București, 1964
- Ralph in Bukarest, București, 1964
- Gedichte (Poezii), Editura tineretului, București, 1965
- Namenaufgeben. Gedichte, (bun de tipar la Editura pentru literatură 1968 - nepublicat)
- Vom Sichersten ins Tausendste. Gedichte, Editura Suhrkamp, Frankfurt pe Main, 1969
- Gedichtgedichte, Darmstadt, 1973
- Höricht, Lichtenberg, 1975
- An die neue Aubergine, Berlin, 1976
- Fleischeslust, Lichtenberg, 1976
- Der krimgotische Fächer. Lieder und Balladen, 1978
- Ein Tangopoem und andere Texte, Berlin, 1978
- Wechselbalg. Gedichte, 1977-1980
- 33 Gedichte, München, 1983 (adaptarea unori poezii de Francesco Petrarca)
- Sonetburger, 1983
- Anagrammgedichte, München, 1985
- Ingwer und Jedoch, Göttingen, 1985
- Lesungen mit Tinnitus, München, 1986
- Römischer Zeichenblock, Berlin, 1986
- Teure Eier, Paris, 1986
- Jalousien aufgemacht. Ein Lesebuch, antologie editată de Klaus Ramm, Editura Carl Hanser, München, 1987
- Modeheft des Oskar Pastior, München ,1987
- Anagramme, Berlin, 1988 (împreună cu Galli)
- Kopfnuss Januskopf. Gedichte in Palindromen, 1990
- Neununddreißig Gimpelstifte, Berlin, 1990
- Eine Scheibe Dingsbums, Ravensburg, 1990
- Feiggehege, Berlin 1991
- Urologe küßt Nabelstrang, Augsburg 1991
- Vokalisen & Gimpelstifte, 1992
- Eine kleine Kunstmaschine. 34 Sestinen, 1994
- Das Hören des Genitivs, 1997
- Come in to frower, Tokyo, 1998 (împreună cu Veronika Schäpers și Silke Schimpf)
- Der Janitscharen zehn, Berlin, 1998
- Standort mit Lambda, Berlin, 1998
- Pan-tum tam-bur, Frankfurt am Main ,1999 (împreună cu Uta Schneider)
- Saa uum, Frankfurt am Main, 1999
- O du roher Iasmin, Weil am Rhein, 2000
- Villanella & Pantum. Gedichte, Editura Carl Hanser (Akzente), München, 2000
- Mein Chlebnikow, (ediție bilingvă însoțită de un CD), 2003
- Ein Molekül Tinnitus, Berlin 2002 (împreună cu Gerhild Ebel)
- ...sage, du habest es rauschen gehört, opere complete, vol I 1952-1972, redactat de Ernest Wichner, Editura Carl Hanser, München/Viena, 2006
- Jetzt kann man schreiben was man will!, opere complete, vol II, Editura Carl Hanser, München/Viena, 2003
- Minze Minze flaumiran Schpektrum, opere complete, vol III, Editura Carl Hanser, München/Viena, 2004
- Gewichtete Gedichte. Chronologie der Materialien, Hombroich 2006
- Speckturm. 12 x 5 Intonationen zu Gedichten von Charles Baudelaire, Basel 2007

## Traduceri
A realizat traduceri în germană din mulți autori români, între care Panait Istrati (Kyra Kyralina și Ciulinii Bărăganului = Die Disteln des Bărăgan), Tudor Arghezi, Lucian Blaga, Mihai Eminescu, Marin Sorescu, Urmuz, Gellu Naum și operele de tinerețe ale lui Tristan Tzara, dar și din rusă, opera lui Velimir Clebnikov.

## Distincții
- Förderpreis des Andreas-Gryphius-Preises (1978),
- Preis des Südwestfunk-Literaturmagazins (1983),
- Horst-Bienek-Preis (1997),
- Peter-Huchel-Preis (2001),
- Erich-Fried-Preis (2002),
- Georg-Büchner-Preis (2006).

În anul 2006 a fost distins cu cel mai prestigios premiu german pentru literatură numit Premiul Georg Büchner, dar Pastior a murit cu două săptămâni înainte de festivitatea de premiere, care a avut loc post mortem, la 21 octombrie 2006.
În anul 2001 a primit titlul de Doctor honoris causa al universității din Sibiu.

## Fundația Oskar Pastior
Fundația a fost creată pe 28 aprilie 2008 la Berlin, din consiliul fundației făcând parte: Marianne Frisch, Herta Müller, Klaus Ramm (președinte), Dierk Rodewald, Ulf Stolterfoht, Christina Weiss și Ernest Wichner (președinte adjunct). Ea a fost creată la dorința scriitorului, după moartea acestuia, el numind și membrii consiliului fundației. Principalul scop al fundației este de a acorda premiului Oskar Pastior, pemiați urmând să fie la un interval de doi ani autori care stau în tradiția Grupului Vienez, a colocviului pentru poezie nouă din Bielefeld sau a grupului Oulipo.